# Primeira Guerra Remensa
A Primeira Guerra Remensa ocorreu, entre 1462 e 1472, no Principado da Catalunha, na mesma época da Guerra Civil Catalã. Foi uma rebelião camponesa protagonizada pelos remensas que queriam acabar com os maus usos senhoriais a que estavam submetidos pelos senhores feudais.
Nesse conflito, os Remensas, liderados por Francesc de Verntallat, ficaram do lado do Rei João II de Aragão em seu confronto contra as instituições catalãs que se rebelaram contra ele. A guerra terminou com a vitória do lado fiel ao Rei, mas isso não significou o fim da opressão contra os remensas, pois o Rei João II de Aragão preferiu cumprir os compromissos com alguns senhores feudais que o apoiaram na disputa e, portanto, não atendeu às reivindicações dos remensas.
Esse não atendimento das reivindicações dos remensas daria causa, em 1484, à Primeira Guerra Remensa.

## Contexto
A partir de 1388, o Rei João I de Aragão começou a buscar contato com os que lutavam por melhores condições para os remensas. Nesse ano os líderes dos remensas dirigiram-se ao monarca para criticar os maus usos senhoriais.
Posteriormente, Maria de Luna, que foi Rainha consorte de Aragão, entre 1396 e 1406, em decorrência do casamento com o Rei Martim I de Aragão, declarou que a situação à qual estavam submetidos os "remensas" era de uma "servidão execrável e abominável", decorrente de "costumes maus e detestáveis", "o pior, mais opressor e vil estado e condição sofrida no mundo pelos homens oprimidos pelo jugo da servidão", "males injustos, práticas ignominiosas contra Deus e a justiça", "servidão não devida de cristão a cristão e muito menos honesta", "mancha da pátria" e "infâmia da nação catalã".
Com base nesse entendimento, Maria de Luna enviou uma carta ao Antipapa Bento XIII, pedindo-lhe que publicasse uma bula  que pusesse fim a tais "servidões pestilentas e reprovadas" nos feudos eclesiásticos, transformando-as em censos perpétuos a serem pagos pelos camponeses beneficiados, mas a tal bula nunca foi publicada.
O Rei Afonso V de Aragão, que reinou entre 1416 e 1458, continuou com a política favorável aos remensas, autorizando, em julho de 1448, a formação do "Grande Sindicato Remensa", onde os camponeses puderam reunir para discutir a o combate contra os abusos senhoriais e nomear curadores para representá-los. Em troca, o sindicato deveria arrecadar 100.000 florins que seriam entregues ao tesouro real. As reuniões do sindicato eram presididas por um oficial do Rei que trazia homens armados para garantir a segurança de tais reuniões. Por meio desse instrumento, a monarquia pretendia que as demandas dos remensas fossem resolvidas por meios pacíficos.
Por outro lado, os senhores feudais tentaram sabotar as reuniões dos Remensas e, consequentemente, a tentativa da monarquia para alcançar uma solução pacífica para o conflito. Para isso, tiveram apoio nas instituições catalãs que eles controlavam como a "Diputación del General del Principado de Cataluña" (Generalitat) e o Conselho dos Cem da cidade de Barcelona, que contava com diversos latifundiários que possuíam remensas, dentre seus integrantes.
Por sua vez, em 1450, o sindicado dos "remensas" já representava cerca de 20.000 famílias e, nessas circunstâncias, apresentaram um pedido à Coroa para libertá-los dos maus usos senhoriais.
Em 1454, Rei Afonso V de Aragão, nomeou seu irmão, que posteriormente seria o Rei João II de Aragão, como novo governante da Catalunha, que deu continuidade à política de apoio à emancipação dos remensas. Desse modo, ganhou a oposição dos nobres da Velha Catalunha.
Após assumir o trono, em 1425, o Rei João II de Aragão deu continuidade à política de apoio à emancipação dos remensas, mesmo quando o confronto com as instituições catalãs ocorreu na Revolução Catalã de 1460-1461 e quando após a morte do Príncipe Carlos de Viana, em setembro de 1461, nomeou como a Rainha consorte Joana Henriques como governante da Catalunha em nome do Príncipe Fernando, que futuramente, seria o Rei Fernando II de Aragão.
Em dezembro de 1461, a Rainha Joana Henriques ordenou aos senhores feudais e eclesiásticos, que cumprissem as disposições que suspendiam os maus usos senhoriais, ao mesmo tempo em que ordenava aos remensas que fizessem os pagamentos devidos .

## O Conflito
A revolta teve início em fevereiro de 1462. Uma das primeiras ações foi exigir que o Verguer de Girona libertasse um líder sindical. Depois ocorreu uma ação semelhante em Besalú. Em março, ocorreu um ataque dos camponeses remensas contra Castellfollit de la Roca, na região de La Garrocha.
A rebelião estourou porque os senhores feudais, aproveitando seu fortalecimento político após a assinatura, no dia 21 de junho de 1461, da Capitulação de Vilafranca, voltaram a praticar os maus usos senhoriais, que haviam sido suspensos, em 1455, pelo julgamento interlocutório do Rei Afonso V de Aragão.
Nos meses anteriores a fevereiro de 1462, houve pequenos conflitos entre os senhores e remensas, quando estes se resistiram a exigências de prestações e encargos que consideravam abusivos. Nesse contexto, alguns líderes dos remensas: foram presos, tiveram suas propriedades confiscadas ou foram multados.
Em resposta, dezenas de remensas, em alguns casos várias centenas, agruparam-se com o objetivo de libertar os prisioneiros ou atacar ou representantes dos senhores, alegando que o faziam em nome do rei.
O centro da rebelião foram as regiões entre os Montes Pireneus, o maciço de Montseny, o curso superior do Rio Ter ao Ampurdán e a depressão central de La Selva, tais como: Girona de La Garrocha, Ripollés e Pla de l'Estany. Tratava-se de um território acidentado e montanhoso habitado por cerca de 1.830 famílias, ou seja, cerca de 10.000 pessoas, o que representava cerca de 10% da população total de remensas, mas muitos remensas de outras regiões da Velha Catalunha se mudaram para essa região para apoiar a revolta.
Desse modo, foram criados, espontaneamente, bandos armados compostas por 100, 200 e até 500 homens armados com lanças e bestas.
Maior parte dos remensas rebeldes apoiaram o Rei João II de Aragão no contexto da Guerra Civil Catalã, no entanto, em algumas regiões daquela área, como Ampurdán e Osona, os remensas permaneceram leais às instituições catalãs que lutavam contra o Rei João II de Aragão.
Diante do levante, a reação de Rainha consorte Joana Henriques, que representava o Rei João II de Aragão na Catalunha, foi ordenar aos oficiais reais das regiões de Girona que reprimissem os rebeldes e desarticulassem as congregações de remensas, embora ao mesmo tempo lhes ordenasse que tentassem convencer os senhores a não retaliar contra os remensas para que fosse estabelecida a paz na região.
Ela também reiterou que os remensas tinham o dever de pagar o censo, pois eram inquilinos dos senhores feudais. Estas ordens decorreram de instruções que recebera do Rei João II de Aragão.
Por outro lado, os nobres, a hierarquia eclesiástica e a oligarquia urbana que controlavam as instituições catalãs, então liderados liderada pelo Conde de Pallars e pelo Bispo de Vic, que expressavam o pensamento da facção mais extremista das elites catalãs, exigiam que Joana Henriques revogasse a sentença interlocutória do Rei Afonso V de Aragão, que fora publicada em 1455, além da prisão e punição dos remensas rebeldes.
As divergências entre a oligarquia nobre e urbana catalã e a Rainha consorte Joana Henriques aumentaram à medida que chegavam à Barcelona notícias mais ou menos verdadeiras sobre os levantes dos remensas nas proximidades de Girona. Nesse contexto, diante do clima cada vez mais hostil que se verificava em Barcelona e temendo pela segurança do Príncipe Fernando, que futuramente seria o Rei Fernando II de Aragão, no dia 23 de fevereiro de 1462, a Rainha Joana Henriques, anunciou, que partiria para Girona, que seria uma fortaleza bem defendida, com base no argumento de que iria dirigir as operações contra os rebeldes de lá.
Diante desse anúncio e da notícia de que os remensas pretendiam enviar representantes à Madri para solicitar a entrada do Rei João II de Aragão na Catalunha (o que estava expressamente proibido pela Capitulação de Vilafranca), no dia 05 de março, a facção antijuanista, liderada pelo Conde de Pallars, aprovou uma resolução no Conselho do Principado (uma instituição catalã), que previa a formação de um exército para acabar com a rebelião dos remensas e restaurar os direitos dos senhores feudais da Catalunha. Três dias depois, essa decisão foi ratificada, pelos deputados da Generalidade da Catalunha.
Segundo Vicens Vives destacou: tal medida foi um verdadeiro desafio da oligarquia catalã contra o Rei João II de Aragão, "uma usurpação de preeminências soberanas”. Portanto, a resposta da Rainha consorte Joana Henriques foi partir para Girona, onde chegou no dia 15 de março. Lá ele ratificou suas ordens para a dissolução dos grupos armados remensas e para que os remensas pagassem os censos e os direitos senhoriais que não eram classificados como maus usos senhoriais. Para isso, ela enviou dois oficiais reais à região montanhosa nas proximidades de Girona, dominada pelos rebeldes. Entretanto, ao perceber que esse esforço não foi suficiente para acabar com a rebelião, a Rainha decidiu entrar em contato com Francesc de Verntallat, o líder da rebelião, para tentar uma trégua.
Enquanto isso em Barcelona, onde os confrontos entre partidários e adversários do Rei João II de Aragão eram cada vez mais frequentes, teve início o o recrutamento do exército que deveria combater a rebelião dos remensas. Por outro lado, a Rainha Joana Henriques fez uma proclamação que dizia que a formação de um exército pela "Generalitat" era ilegal.
Por sua vez, o "Consell del Principat", aprovou uma proposta do Bispo de Vic que declarava nulas e sem efeito as decisões da Rainha Joana Henriques.
No dia 23 de maio de 1462, a maior parte do exército recrutado pelo Conselho Geral, chefiado pelo Conde de Pallars, deixou Barcelona em direção à Girona com o propósito de sufocar a rebelião dos remensas e também com o propósito de prender a Rainha Joana Henriques e o Príncipe Fernando, que futuramente, seria o Rei Fernando II de Aragão.
Diante dessa ameaça, a Rainha Joana Henriques tomou várias medidas, entre as quais se aliar aos remensas, que formavam um exército comandado por Francesc de Verntallat, como capitão real - e o exército dos remensas passou a ser considerado parte do exército real.
O exército dos remensas era financiado pelos próprios camponeses, desse modo, para cada remensa armado, existiam mais dois remensas trabalhando para enviar suprimentos para o manter o exército e as famílias dos combatentes.
No final de maio de 1462, com o propósito de romper a aliança entre os remensas e o Rei João II de Aragão, o Conselho Geral da Catalunha divulgou um projeto de concórdia entre os senhores feudais e os remensas que não foi aceito pelos rebeldes, por ser muito vago. Além disso, as drásticas medidas repressivas tomadas pelo Conde de Pallars contra os remensas, quando liderava o exército a caminho de Girona, também contribuíram para a rejeição dos remensas ao referido projeto.
Francesc de Verntallat, no comandando de uma tropa com 300 homens, partiu em direção a Hostalric, um lugar situado entre Barcelona e Girona, para bloquear o exército que partiu de Barcelona. Entretanto, essas tropas foram derrotado nas proximidades de Hostalric, que já havia sido tomada, em 23 de maio, por um posto avançado do exército oriundo de Barcelona. Desse modo, as tropas comandadas pelo Conde de Pallars já não tinham nenhum obstáculo para chegar às portas de Gerona. 45 51 Finalmente seria um exército francês ao comando de Gaston IV que libertaria a rainha e o "primogênito" do cerco da Força Vella,
Por outro lado, outro grupo de remensas, comandado por Jaime Molas, se dirigiu a Girona para defender a cidadela de "Força Vella", onde se refugiaram a Rainha Joana Henriques, o Príncipe Fernando, que futuramente, seria o Rei Fernando II de Aragão, e seus apoiadores. Coube a um exército francês, comandado por Gastão IV de Foix, libertar a rainha e o "primogênito" do cerco à "Força Vella".
Os contingentes de remensas leais ao Rei João II de Aragão ficaram conhecidos como "verntallats", em homenagem ao seu capitão: Francesc de Verntallat.
Em 1463, os remensas, liderados por Verntallat, apoderaram-se do Castelo das Hostoles, que se tornou um um dos núcleos vitais da revolta.
Durante a guerra, os remensas controlaram a área entre os Montes Pireneus, Girona e o Maciço de Montseny, tornando-se especialmente fortes no vale do Alto Ter. De lá, eles atacaram posições das tropas enviadas pela Generalitat nas regiões de Ampurdán e La Selva. As forças enviadas pela Generalitat nunca se empenharam em desalojá-los das regiões montanhosas de Girona, que foram completamente dominadas pelos remensas durante os dez anos de guerra, apesar de diversas expedições enviadas para combatê-los.

## Consequências
Em 1474, após o término da Guerra Civil Catalã, o Rei João II de Aragão recompensou o principal líder dos remensas, Francesc de Verntallat, com o título de Visconde d'Hostoles. No início da guerra, Verntallat já havia recebido os bens dos senhores rebeldes do Visconde de Bas. Anos mais tarde, sob o reinado de Fernando II de Aragão, Verntallat recebeu várias casas na "Carrer de Regomir", em Barcelona.
Por outro lado, o Rei João II de Aragão tomou as medidas necessárias para que os castelos e fortalezas que os remensas conquistaram durante a guerra fossem devolvidos a ele ou a seus senhores e não atendeu as reivindicações dos remensas de abolir os maus usos senhoriais, pois havia assumido compromissos com alguns senhores feudais catalães que o apoiaram durante a Guerra Civil Catalã .
Em 1486, o Rei Fernando II de Aragão concedeu o título de privilégio generoso e militar a trinta remensas que participaram na defesa de Girona.
Depois da guerra, o núcleo armado remensa que atuava na regiões montanhosas não foi dissolvido, o que resultou, por exemplo, em 1475, em um conflito com a Diocese de Girona, pois os remensas resistiram às exigências da diocese que consideravam abusivas. Esse conflito foi resolvido quando o Rei João II de Aragão enviou tropas que obrigaram os remensas a se retirar do castelo que tinham ocupado em Corçà.